# Friedrich Rittelmeyer
Friedrich Rittelmeyer, född 5 oktober 1872 in Dillingen an der Donau i Bayern, död 23 mars 1938 in Hamburg, var en tysk evangelisk teolog och medgrundare av Kristensamfundet.

## Biografi
Friedrich Rittelmeyer var en betydande teolog i dåtidens Tyskland och skrev en rad böcker. 1903–1916 var han kyrkoherde vid Heilig-Geist-Kirche (nu förstörd) i Nürnberg. 1916 blev han kallad till Neue Kirche in Berlin, där han verkade som predikant.
1911 träffade Rittelmeyer för första gången Rudolf Steiner, antroposofins grundare. 1922 lämnade han en aktad position som kyrkoman för att leda Kristensamfundet, en rörelse för religiös förnyelse grundad med stöd av Steiner.

### Utgivet på svenska
- Människor med varandra, människor för varandra (Nova, 1990)
- Rudolf Steiner på min livsväg (Nova, 1991)
- Jesus (Sveriges kristliga studentrörelse, 1920)
- Tolstojs religiösa budskap (Hierta, 1906)

### Övriga verk
- Aus meinem Leben (Urachhaus, 1986)
- Briefe über das Johannes-Evangelium (Urachhaus, 1999)
- Gemeinschaft mit den Verstorbenen (Urachhaus, 1983)
- Ich bin. Reden und Aufsätze über die sieben „Ich bin“-Worte des Johannesevangeliums (Urachhaus, 1992)
- Meditation. Zwölf Briefe über Selbsterziehung (Urachhaus, 1994)
- Schaffe in dir eine lichte Welt. Lebensweisheiten (Urachhaus, 2005)
- Das Vaterunser. Ein Weg zur Menschwerdung (Urachhaus, 2015)